# Simon-Pierre Saint-Hillien
Simon-Pierre Saint-Hillien, né le 6 juillet 1951 aux Gonaïves (Haïti) et mort le 22 juillet 2015 à Miami (États-Unis), est un prélat catholique haïtien, évêque auxiliaire de Port-au-Prince de 2002 à 2009 puis évêque de Hinche de 2009 à sa mort.

## Biographie
Simon-Pierre Saint-Hillien s'engage dans la Congrégation de Sainte-Croix (C.S.C) pour laquelle il prononce ses vœux perpétuels le 5 octobre 1980 et est ordonné prêtre le 28 décembre de la même année.
Très actif au sein des secteurs pastoral et éducatif, il fonde, en 1989, l’Ensemble Scolaire Père Basile Moreau (ESPBM).
Le 10 décembre 2002, il est nommé, en même temps que le père Pierre-André Dumas, évêque auxiliaire de Port-au-Prince aux côtés de l'archevêque, François-Wolff Ligondé. Il reçoit alors le titre d'évêque titulaire de Lamdia (de). Il est consacré le 22 février 2003 par le cardinal Roger Etchegaray, assisté de François-Wolff Ligondé et François Gayot.
Le 6 août 2009, il est nommé à Hinche où il succède à Louis Kébreau transféré à Cap-Haïtien.
Simon-Pierre Saint-Hillien meurt le 22 juillet 2015 à l'âge de 64 ans des suites d'un cancer au Jackson Memorial Hospital de Miami.